# Pisindelis
Pisindelis (en grec antic Πισίνδηλις) va ser un tirà de Cària i de la seva capital Halicarnàs sota l'Imperi Aquemènida. Va governar entre els anys 460 aC i 450 aC. Era fill d'Artemísia I de Cària.
Segons Heròdot, era ja un noi quan la seva mare va lluitar al front de la flota cària a les ordres de Xerxes I de Pèrsia a la batalla de Salamina l'any 479 aC. Heròdot diu que va acompanyar a Artemísia durant la batalla.
Probablement va haver d'abandonar el seu tron entre el 452 aC i el 449 aC. El seu fill era Ligdamis II, l'últim sàtrapa abans que Caria s'unís a l'aliança atenesa de la Lliga de Delos durant uns 50 anys.